# Don Digirolamo
Don Digirolamo est un ingénieur du son américain.

## Biographie
Don Digirolamo fait ses études à la Northeastern Illinois University (en), où il obtient un diplôme en théâtre et cinéma.
Après avoir été ingénieur notamment chez Dolby Laboratories, il entre comme mixeur chez Todd-AO où il reste de 1981 à 1999, date à laquelle il rejoint WestWind Media, qu'il quitte en 2010.

## Filmographie (sélection)

### Cinéma
- 1982 : Officier et Gentleman (An Officer and a Gentleman) de Taylor Hackford
- 1982 : E.T. l'extra-terrestre (E.T. the Extra-Terrestrial) de Steven Spielberg
- 1983 : Scarface de Brian De Palma
- 1983 : Un fauteuil pour deux (Trading Places) de John Landis
- 1983 : Flashdance d'Adrian Lyne
- 1984 : À la poursuite du diamant vert (Romancing the Stone) de Robert Zemeckis
- 1985 : La Couleur pourpre (The Color Purple) de Steven Spielberg
- 1985 : Drôles d'espions (Spies Like Us) de John Landis
- 1985 : Série noire pour une nuit blanche (Into the Night) de John Landis
- 1985 : Witness de Peter Weir
- 1986 : Karaté Kid : Le Moment de vérité 2 (The Karate Kid, Part II) de John G. Avildsen
- 1987 : Cinglée (Nuts) de Martin Ritt
- 1987 : Empire du Soleil (Empire of the Sun) de Steven Spielberg
- 1987 : Roxanne de Fred Schepisi
- 1987 : Faux témoin (The Bedroom Window) de Curtis Hanson
- 1988 : J'ai épousé une extra-terrestre (My Stepmother Is an Alien) de Richard Benjamin
- 1988 : Qui veut la peau de Roger Rabbit (Who Framed Roger Rabbit?) de Robert Zemeckis
- 1989 : Kill Me Again de John Dahl
- 1989 : Mélodie pour un meurtre (Sea of Love) d'Harold Becker
- 1989 : Karaté Kid 3 (The Karate Kid, Part III) de John G. Avildsen
- 1990 : Le Bûcher des vanités (The Bonfire of the Vanities) de Brian De Palma
- 1991 : Frankie et Johnny (Frankie and Johnny) de Garry Marshall
- 1991 : Boyz N the Hood de John Singleton
- 1991 : Y a-t-il un flic pour sauver le président ? (The Naked Gun 2½: The Smell of Fear) de David Zucker
- 1999 : Agnes Browne d'Anjelica Huston

### Télévision
- 1999-2000 : New York, unité spéciale (22 épisodes)
- 1999-2003 : Les Griffin (34 épisodes)
- 2001-2004 : The Practice : Bobby Donnell et Associés (66 épisodes)
- 2005-2008 : Grey's Anatomy (67 épisodes)

## Distinctions

### Récompenses
- Oscars 1983 : Oscar du meilleur mixage de son pour E.T. l'extra-terrestre

### Nominations
- Oscar du meilleur mixage de son
  - en 1988 pour Empire du soleil
  - en 1989 pour Qui veut la peau de Roger Rabbit
- British Academy Film Award du meilleur son
  - en 1983 pour E.T. l'extra-terrestre
  - en 1984 pour Flashdance